# 秦淑妃
淑妃秦氏（しゅくひ しんし、1550年代 ? - 1592年以前）は、明の隆慶帝の側室。

## 経歴
庶民の秦奉の娘に生まれた。容貌が美しかったので、隆慶4年（1570年）2月に淑妃となった。父の秦奉は正五品錦衣衛千戸に任じられた。隆慶5年（1571年）7月、第7皇女・朱堯㜢（棲霞公主）を産んだ。しかし翌年、隆慶帝は崩去した。同年9月、棲霞公主も夭折した。万暦21年（1592年）以前、淑妃は死去した。端静と諡され、金山に葬られた。

## 伝記資料
- 『明穆宗実録』
- 『皇明棲霞公主墓志銘』